# Scăderea punctului de îngheț

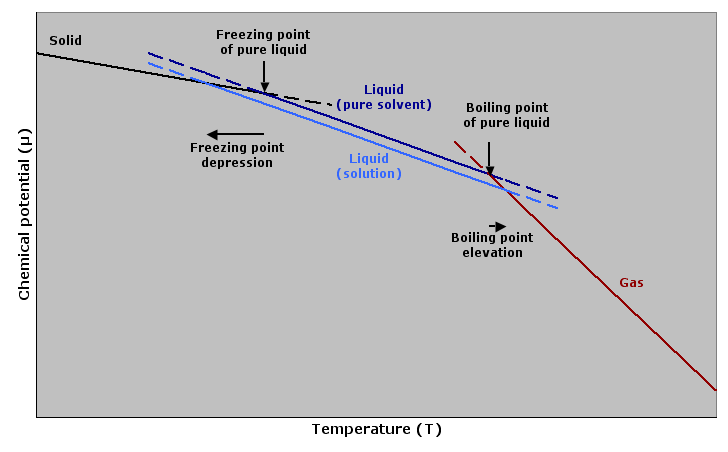
Variația de potențial chimic a unui solvent la adăugarea unui solut ajută la explicarea fenomenului de scădere a punctului de îngheț.

Scăderea punctului de îngheț (sau de congelare) este o proprietate coligativă și descrie fenomenul de scădere al punctului de îngheț al unui lichid sau solvent la adăugarea în soluție a unui alt compus solid. Altfel spus, o soluție va prezenta un punct de topire mai mic comparativ cu solventul pur. 
Teoria este valabilă pentru adăugarea oricărui solut nevolatil, precum o sare, la un solvent pur, precum apa. Acest fenomen este responsabil pentru faptul că apa de mare rămâne de obicei în stare lichidă la temperaturi mai mici de 0 °C (care este punctul de îngheț al apei pure).
Scăderea punctului de solidificare este proporțională cu molalitatea solutului , fapt observat încă din 1787-1788 prin experimentele lui Charles Blagden raportate în Philosophical Transactions of the Royal Society .